# Précession de phase
La précession de phase est un processus neurophysiologique dans lequel le moment de déclenchement des potentiels d'action par les neurones individuels se produit progressivement plus tôt par rapport à la phase de l'oscillation du potentiel de champ local à chaque cycle successif. Dans les cellules de lieu, un type de neurone présent dans la région hippocampique du cerveau, on pense que précession de phase joue un rôle majeur dans le codage neuronal de l'information. John O'Keefe (qui a partagé le prix Nobel de physiologie ou médecine de 2014 pour sa découverte selon laquelle les cellules de lieu aident à former une « carte » de la position du corps dans l'espace) a co-découvert la précession de phase avec Michael Recce en 1993,.

## Cellule de lieu
Les cellules pyramidales de l’hippocampe, appelées cellules de lieu, jouent un rôle important dans l’autolocalisation lors de déplacements sur de courtes distances. Lorsqu'un rat se déplace le long d'un chemin, des cellules de lieu individuelles déclenchent des potentiels d'action à un rythme accru à des positions particulières le long du chemin, appelées « champs de lieux ». Cadence de tir maximale de chaque cellule de lieu – avec des potentiels d'action se produisant par rafales rapides – se produit à la position codée par cette cellule ; et cette cellule ne se déclenche qu'occasionnellement lorsque l'animal se trouve à d'autres endroits. Sur un trajet relativement petit, les mêmes cellules sont activées de manière répétée lorsque l'animal revient à la même position.
Bien qu'un simple codage de fréquence (le codage d'informations basé sur le fait que les neurones se déclenchent plus rapidement ou plus lentement) résultant de ces changements dans les cadences de déclenchement puisse expliquer une partie du codage neuronal de la position, le timing de l'action joue également un rôle important. potentiels d'une cellule à un seul endroit, par rapport au tir des cellules voisines dans la population locale,. Comme la plus grande population de cellules se déclenche occasionnellement lorsque le rat se trouve en dehors des champs de localisation individuels des cellules, les modèles de déclenchement sont organisés pour se produire de manière synchrone, formant des oscillations de tension ondulatoires. Ces oscillations sont mesurables en potentiels de champ locaux et en électroencéphalographie (EEG). Dans la région CA1 de l'hippocampe, où se trouvent les cellules du lieu, ces schémas de déclenchement donnent naissance à des ondes thêta. Les oscillations thêta ont été classiquement décrites chez le rat, mais il apparaît de plus en plus qu’elles se produisent également chez l’homme.
En 1993, O'Keefe et Recce ont découvert une relation entre l'onde thêta et les modes de déclenchement des cellules spatiales individuelles. Bien que les potentiels d'action occasionnels des cellules lorsque les rats étaient en dehors des champs de lieux se produisaient en phase avec (aux sommets) des ondes thêta, les salves de pointes plus rapides provoquées lorsque les rats atteignaient les champs de lieux n'étaient pas synchronisées avec l'oscillation. . Lorsqu'un rat s'approchait du champ de lieu, la cellule de lieu correspondante se déclenchait légèrement avant le pic de l'onde thêta. À mesure que le rat se rapprochait de plus en plus, chaque potentiel d'action successif se produisait de plus en plus tôt dans le cycle de vagues. Au centre du champ de lieu, lorsque la cellule se déclenchait à sa cadence maximale, le tir avait été suffisamment avancé pour être en anti-phase par rapport au potentiel thêta (au bas plutôt qu'au sommet de la forme d'onde thêta). Ensuite, alors que le rat continuait à se déplacer au-delà du champ de lieu et que le déclenchement des cellules ralentissait, les potentiels d'action ont continué à se produire progressivement plus tôt par rapport à l'onde thêta, jusqu'à ce qu'ils redeviennent synchrones avec l'onde, alignés maintenant avec un pic d'onde plus tôt qu'avant. O'Keefe et Recce ont appelé cette avancée par rapport à la phase d'onde « précession de phase ». Des études ultérieures ont montré que chaque fois qu'un rat entrait dans une zone complètement différente et que les champs de lieu étaient remappés, les cellules de lieu devenaient à nouveau verrouillées en phase sur le rythme thêta. Il est désormais largement admis que le déclenchement des cellules en antiphase résultant de la précession de phase est un élément important du codage des informations sur le lieu,,,,.

## Autres systèmes

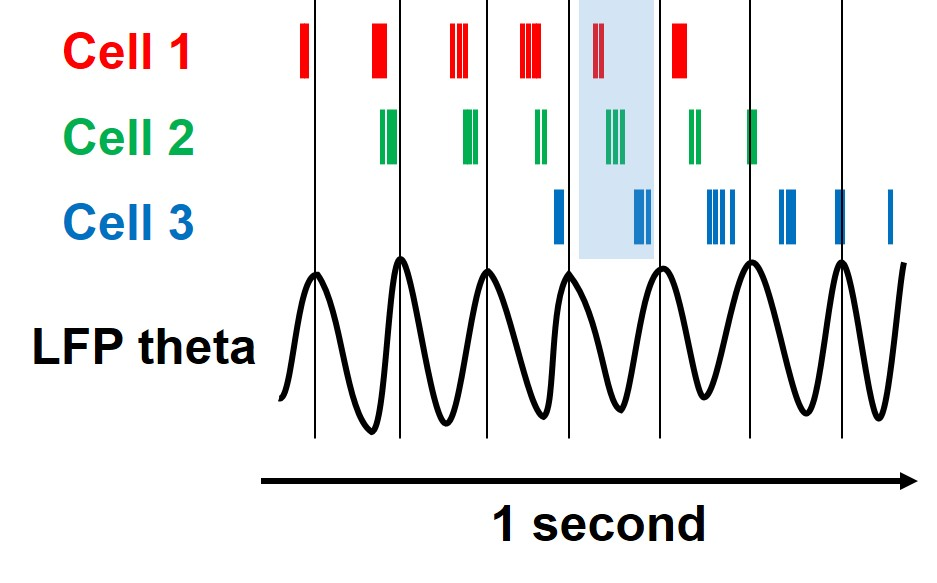
Schéma de précession de phase dans des cellules à trois places. Un rat court de gauche à droite et le déclenchement des cellules (représenté par des graduations colorées) est localisé spatialement, les trois champs de lieu (représentés par les trois couleurs) se chevauchant. Le rythme thêta du potentiel de champ local est indiqué en bas en noir. Les potentiels d’action de chaque cellule se produisent de plus en plus tôt par rapport au pic thêta à chaque cycle successif – c’est la précession de phase. Une conséquence de ceci est qu’au sein d’un même cycle thêta (rectangle bleuté par exemple) les cellules se déclenchent dans la même séquence temporelle puisque leur déclenchement est organisé dans l’espace : convertissant ainsi un code spatial en un code temporel.

Il existe des théories contradictoires sur la manière dont les neurones dans et autour de l'hippocampe génèrent des ondes thêta et, par conséquent, donnent lieu à une précession de phase. À mesure que ces mécanismes ont été mieux compris, l’existence d’une précession de phase a été de plus en plus acceptée par les chercheurs. Ceci, à leurt tour, a soulevé la question de savoir si la précession de phase pouvait être observée dans d'autres régions du cerveau, avec d'autres types de circuits cellulaires, ou si la précession de phase était une propriété particulière du tissu hippocampique. La découverte de précession de phase des ondes thêta est également une propriété des cellules de grille du cortex entorhinal a démontré que le phénomène existe dans d'autres parties du cerveau qui transmettent également des informations sur le mouvement.
La précession de phase d'onde thêta dans l'hippocampe joue également un rôle dans certaines fonctions cérébrales qui ne sont pas liées à la localisation spatiale. Lorsque les rats ont été entraînés à sauter jusqu'au bord d'une boîte, les cellules de lieu ont affiché une précession de phase tout comme elles le font lors d'un mouvement le long d'un chemin, mais un sous-ensemble de cellules de lieu a montré une précession de phase liée au lancement du saut, indépendamment de l'espace. emplacement, et non lié à la position lors du saut.
On a émis l'hypothèse que la précession de phase dans le cortex entorhinal résulte d'un processus de réseau d'attracteurs, de sorte que deux représentations neuronales séquentielles au sein d'un même cycle de l'oscillation thêta peuvent être liées temporellement l'une à l'autre en aval dans l'hippocampe, sous forme de souvenirs épisodiques.